# Tetranychus geminatus
Tetranychus geminatus är en spindeldjursart som beskrevs av Meyer 1974. Tetranychus geminatus ingår i släktet Tetranychus och familjen Tetranychidae. Inga underarter finns listade i Catalogue of Life.